# Nowy cmentarz żydowski w Ciechanowie
Nowy cmentarz żydowski w Ciechanowie przy ul. Gwardii Ludowej WRN został założony pod koniec XIX wieku. Podczas II wojny światowej Niemcy zdewastowali cmentarz. Macewy zostały użyte do wybrukowania chodników w mieście. Ostatni znany pochówek odbył się w 1946 roku. Na powierzchni 2,26 ha zachowały się 4 nagrobki, z których najstarszy pochodzi z 1888 roku. Pomiędzy 1958 i 1959 na cmentarzu wzniesiono pomnik w formie lapidarium upamiętniający zamordowanych Żydów.